# 坎莫尔诺蒂克中心省立公园
坎莫尔诺蒂克中心省立公园（Canmore Nordic Centre Provincial Park）是加拿大艾伯塔省的一个省立公园，位于坎莫尔的西面，距卡尔加里105公里。
公园坐落在落基山脉伦多山脚下，沿着弓河山谷和冰原公路，海拔1,400米，面积4.5平方公里，是卡纳纳斯基斯镇公园系统的一部分。

## 1988年奥运会
坎莫尔诺蒂克中心承办了1988年冬季奥林匹克运动会的部分项目，包括越野滑雪、冬季两项和北欧两项。